# Noam Okun
Noam Okun (Hebreeuws:נעם אוקון) (Haifa, 16 april 1978) is een voormalig professioneel tennisser uit Israël.
Okun speelde vanaf 1999 proftennis. Hij is 185 cm lang. In totaal heeft hij $ 783.527 bij elkaar gespeeld.
Noam wist samen met zijn Israëlische dubbelspelpartner Harel Levy in 2005 het toernooi van Istanbul te winnen door in de finale David Škoch en Martin Štěpánek te verslaan.
Op 22 april 2002 noteerde hij in het enkelspel zijn hoogste positie als nummer 95 van de wereldranglijst. In het dubbelspel behaalde hij op 6 juli 2009 zijn beste notering als nummer 162 op de wereldranglijst.

## Prestatietabel
| Legenda | Legenda                          |
| ------- | -------------------------------- |
| g.t.    | geen toernooi gehouden           |
| l.c.    | lagere categorie                 |
| –       | niet deelgenomen                 |
| G       | uitgeschakeld in de groepsfase   |
| 1R      | uitgeschakeld in de eerste ronde |
| 2R      | uitgeschakeld in de tweede ronde |
| 3R      | uitgeschakeld in de derde ronde  |
| 4R      | uitgeschakeld in de vierde ronde |
| KF      | uitgeschakeld in de kwartfinale  |
| HF      | uitgeschakeld in de halve finale |
| F       | de finale verloren               |
| W       | het toernooi gewonnen            |
| w-v     | winst/verlies-balans             |

Okun kwam in de grandslamtoernooien alleen in actie in het enkelspel.
| Toernooi        | 2000 | 2001 | 2002 | 2003 | 2004 | 2005 | 2006 |
| --------------- | ---- | ---- | ---- | ---- | ---- | ---- | ---- |
| Australian Open | 1R   | –    | 1R   | –    | –    | –    | –    |
| Roland Garros   | –    | –    | –    | –    | –    | –    | –    |
| Wimbledon       | –    | –    | 1R   | –    | –    | 1R   | –    |
| US Open         | –    | –    | 2R   | –    | –    | 1R   | 2R   |